# Wahoo McDaniel
Edward "Wahoo" McDaniel (19 de junio de 1938 - 18 de abril de 2002) fue un choctaw-chickasaw nativo americano que alcanzó la fama como jugador de fútbol americano profesional y más tarde como luchador profesional. Es conocido por haber ostentado el Campeonato Peso Pesado de los Estados Unidos de NWA cinco veces. McDaniel fue una gran estrella en prominentes empresas afiliadas a National Wrestling Alliance como Championship Wrestling from Florida, Georgia Championship Wrestling, NWA Big Time Wrestling (que posteriormente sería renombrada como World Class Championship Wrestling) y Jim Crockett Promotions (la cual se convertiría en WCW tras ser comprada por Ted Turner en 1988).

## Campeonatos y logros
- Cauliflower Alley Club

- Other honoree (1996)

- Championship Wrestling from Florida

- NWA Florida Heavyweight Championship (1 vez)
- NWA Florida Television Championship (1 vez)
- NWA Southern Heavyweight Championship (Florida version) (2 veces)
- NWA United States Tag Team Championship (Florida version) (1 vez) – con Billy Jack Haynes
- NWA World Tag Team Championship (Florida version) (2 veces) – con Jose Lothario

- Georgia Championship Wrestling

- NWA Georgia Heavyweight Championship (2 veces)
- NWA Georgia Tag Team Championship (1 vez) – con Tommy Rich
- NWA Macon Heavyweight Championship (1 vez)

- International Pro Wrestling

- IWA World Heavyweight Championship (1 vez)

- Mid-Atlantic Championship Wrestling / Jim Crockett Promotions / World Championship Wrestling

- NWA Mid-Atlantic Heavyweight Championship (5 veces)
- NWA National Heavyweight Championship (1 vez)
- NWA United States Heavyweight Championship (5 veces)
- NWA World Tag Team Championship (Mid-Atlantic version) (4 veces) – con Mark Youngblood (2), Rufus R. Jones (1), and Paul Jones (1)
- WCW Hall of Fame (1995)

- NWA Big Time Wrestling

- NWA American Heavyweight Championship (2 veces)
- NWA American Tag Team Championship (3 veces) – con Johnny Valentine (2), y Thunderbolt Paterson(1)
- NWA Texas Heavyweight Championship (2 veces)
- NWA Texas Tag Team Championship (1 vez) – con Tony Parisi

- Professional Wrestling Hall of Fame and Museum
  - (Class of 2010)

- Pro Wrestling Illustrated

- PWI Most Popular Wrestler of the Year (1976)
- Situado en el N.º 97 de los 500 PWI de 2003.

- Southwest Championship Wrestling

- SCW Southwest Heavyweight Championship (2 veces)
- SCW Southwest Tag Team Championship (1 vez) – con Terry Funk
- SCW World Tag Team Championship (1 vez) – con Ivan Putski

- Wrestling Observer Newsletter awards

- Wrestling Observer Newsletter Hall of Fame (2002)